# Miscogaster maculata
Miscogaster maculata är en stekelart som beskrevs av Walker 1833. Miscogaster maculata ingår i släktet Miscogaster och familjen puppglanssteklar. Arten är reproducerande i Sverige. Inga underarter finns listade i Catalogue of Life.